# Гамське сільське поселення
Га́мське сільське поселення (рос. Гамское сельское поселение) — муніципальне утворення у складі Усть-Вимського району Республіки Комі, Росія. Адміністративний центр — село Гам.

## Населення
Населення — 684 особи (2017, 739 у 2010, 845 у 2002, 1122 у 1989).

## Склад
До складу поселення входять такі населені пункти:
| Населений пункт      | Населення, осіб (1989) | Населення, осіб (2002) | Населення, осіб (2010) |
| -------------------- | ---------------------- | ---------------------- | ---------------------- |
| Арабач, присілок     | 194                    | 149                    | 115                    |
| Богомолово, присілок | 14                     | 8                      | 11                     |
| Гам, село            | 251                    | 211                    | 208                    |
| Гамлакост, присілок  | 38                     | 25                     | 9                      |
| Йоль, присілок       | 9                      | 9                      | 8                      |
| Камсамас, присілок   | 15                     | 9                      | 11                     |
| Кебириб, присілок    | 40                     | 30                     | 30                     |
| Кирув, присілок      | 195                    | 72                     | 55                     |
| Яг, присілок         | 366                    | 332                    | 292                    |